# 꿈꾸는 동화
《꿈꾸는 동화》는 1987년 4월 26일에 MBC TV에서 방영된 베스트셀러극장이다.

## 줄거리
조그만 서민 아파트에 혼자 사는 한 청년(박병훈)은 정이 많아 남의 일에 지나칠 정도로 관심을 가지면서 때로는 노인들과 함께 아침운동도 하고, 때로는 야밤순찰도 도는가 하면 동네 어린이들과 어울려 놀기를 좋아한다. 어느 날 청년은 일자리를 얻기 위해 눈에 잘 뜨이는 곳마다 자신의 이력서를 정성스럽게 붙이는데...

## 출연
- 박병훈
- 김자옥
- 김민희
- 이나성
- 정혜선
- 김무생
- 변희봉
- 김영배
- 정진
- 강인덕
- 서권순
- 한영숙
- 홍승옥
- 김웅철
- 이숙
- 이병희
- 이경호
- 유승봉
- 신복숙
- 서학
- 이필운
- 박유근
- 문창근
- 최명성
- 임재경
- 윤예희
- 김영선
- 한송이
- 박순애
- 정혜승
- 류정화
- 조현이
- 장선숙